# Miletus pyane
Miletus pyane är en fjärilsart som beskrevs av Waterhouse och Charles Lyell 1914. Miletus pyane ingår i släktet Miletus och familjen juvelvingar. Inga underarter finns listade i Catalogue of Life.